# Royal Opera House
El Royal Opera House (Teatro Real de Ópera) es un teatro de ópera de Londres. También se conoce con el nombre de Covent Garden por el barrio donde se encuentra ubicado. El teatro es sede de la Compañía Real de Ópera y el Ballet Real de Inglaterra. 
Es el tercer teatro que ocupa ese espacio. La fachada, el foyer y el auditorio fueron construidos en 1856, y casi todos los demás elementos presentes en el complejo fueron reconstruidos en los años 1990.
El auditorio tiene un aforo de 2268 espectadores, con cuatro pisos de palcos, y la galería superior. El proscenio tiene 12,20 m de anchura y 14,8 m de alto.

## Historia

### El primer teatro

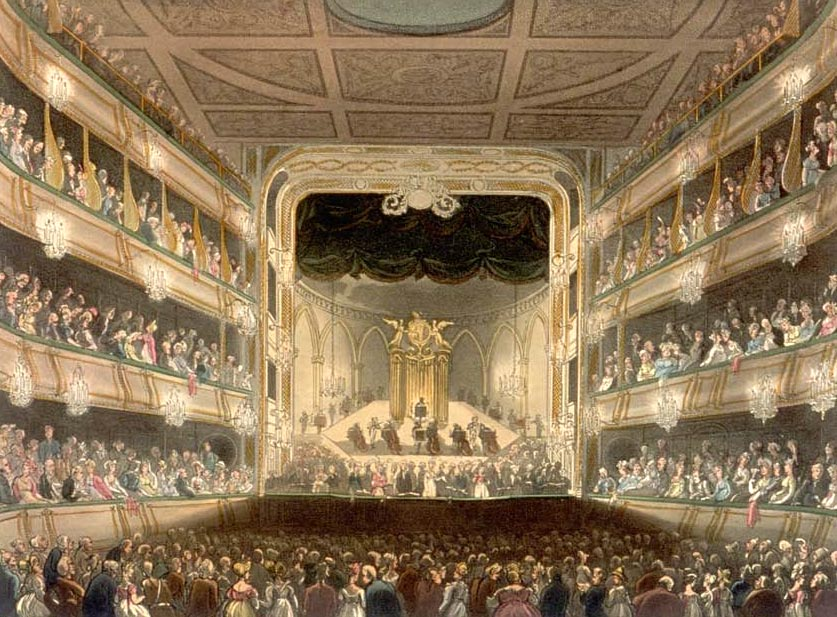
Una imagen del primer teatro dibujada poco antes del incendio de 1808.

En 1728, John Rich, actor y productor, comisionó a John Gay componer The Beggar's Opera. El éxito proveyó el capital necesario para construir el primer Teatro Real (diseñado por Edward Shepherd) en ese espacio. La inauguración fue el 7 de diciembre de 1732. 
Los primeros cien años, más o menos, el teatro sirvió para representar obras de teatro. La Letters Patent, otorgada por Carlos II de Inglaterra le daba al Covent Garden y al Drury Lane prácticamente los derechos exclusivos para presentar drama hablado en Londres.
Los primeros trabajos musicales serios que se escucharon en el Covent Garden fueron las óperas de Handel. Desde 1735 hasta su muerte (en 1759), el compositor contribuyó con la temporada del Covent Garden; muchas de sus óperas y oratorios fueron escritos para el teatro o se presentaron por primera vez en Londres, allí. Handel dejó en herencia su órgano a John Rich, y fue ubicado en una posición destacada en el escenario. Fue uno de los tantos elementos valiosos que se perdió en el incendio del teatro en 1808.

### El segundo teatro

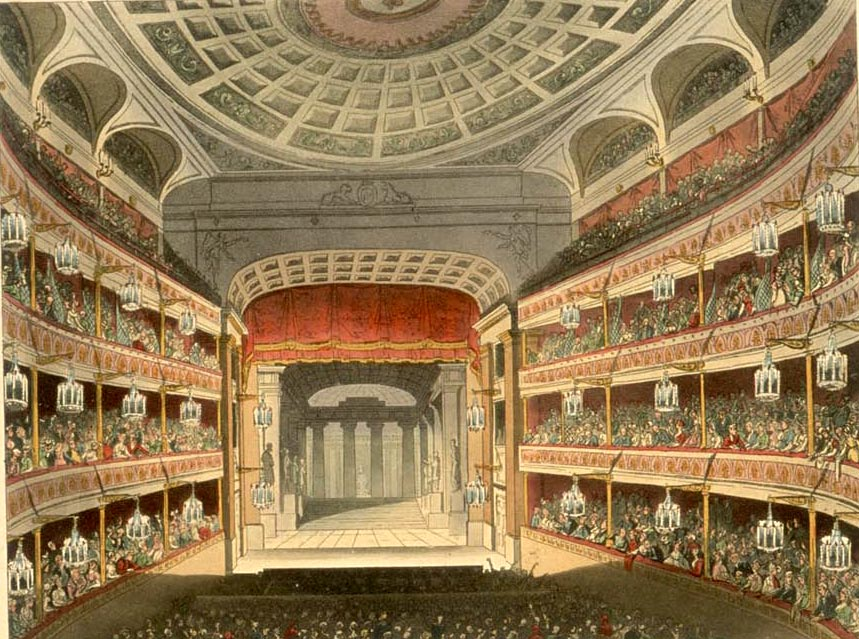
El auditorio del segundo teatro poco después de su inauguración.

La reconstrucción se inició en diciembre de ese mismo año, y el segundo Teatro Real del Covent Garden fue inaugurado el 18 de septiembre de 1809 con una función de Macbeth seguida de un musical llamado The Quaker. La gerencia aumentó el precio de las entradas para acometer la reconstrucción, pero la medida fue tan impopular que el público molestaba durante las funciones haciendo ruido, silbando, abucheando y bailando. Los problemas (apodados "las revueltas por los viejos precios") duraron casi dos meses hasta que la gerencia accedió a bajar los precios.
En esta época los espectáculos eran variados; se presentaba ópera y ballet, además de otros géneros. En 1843, la Ley de Teatros rompió el monopolio de los teatros. Para ese momento, el Teatro de Su Majestad en el Haymarket, dominaba la escena del ballet y la ópera, pero luego de una disputa con la gerencia del teatro en 1846, Michael Costa, director del teatro, pasó a trabajar en el Covent Garden, llevando consigo gran parte de la compañía. El auditorio fue remodelado y el teatro reabrió sus puertas como la Ópera Italiana Real, el 6 de abril de 1847 con una producción de Semiramide de Rossini.

### El tercer teatro
El 5 de marzo de 1856, el teatro fue nuevamente presa del fuego. La construcción del actual teatro se inició en 1857, con un diseño de Edward Middleton Barry. La inauguración se realizó el 15 de mayo de 1858, con una producción de Les Huguenots de Meyerbeer. El teatro se pasó a llamar Royal Opera House en 1892 y aumentó en su repertorio la cantidad de obras francesas y alemanas. Se instauraron temporadas de verano e invierno.
En la Primera Guerra Mundial el teatro fue utilizado por el Ministerio de Obras como depósito de muebles. En la Segunda Guerra Mundial se convirtió en un salón de baile. Había muchas presiones para mantener el teatro en esas condiciones después de la guerra, pero las largas negociaciones de los editores musicales Boosey y Hawkes finalizaron con el alquiler del teatro. David Webster fue nombrado administrador general y el Sadler's Wells Ballet se convirtió en la compañía de ballet residente.
El Royal Opera House reabrió el 20 de febrero de 1946, con una extravagante producción de La Bella Durmiente, diseñada por Oliver Messel. Webster, junto al director musical Karl Rankl, preparó inmediatamente una nueva compañía residente. En diciembre de 1946 estrenaron juntos una producción de The Fairy Queen de Henry Purcell, con la nueva compañía de ballet. El 14 de enero de 1947, la compañía de ópera del Covent Garden se estrenaba con la ópera Carmen de Georges Bizet.

### La reconstrucción de los años 1990

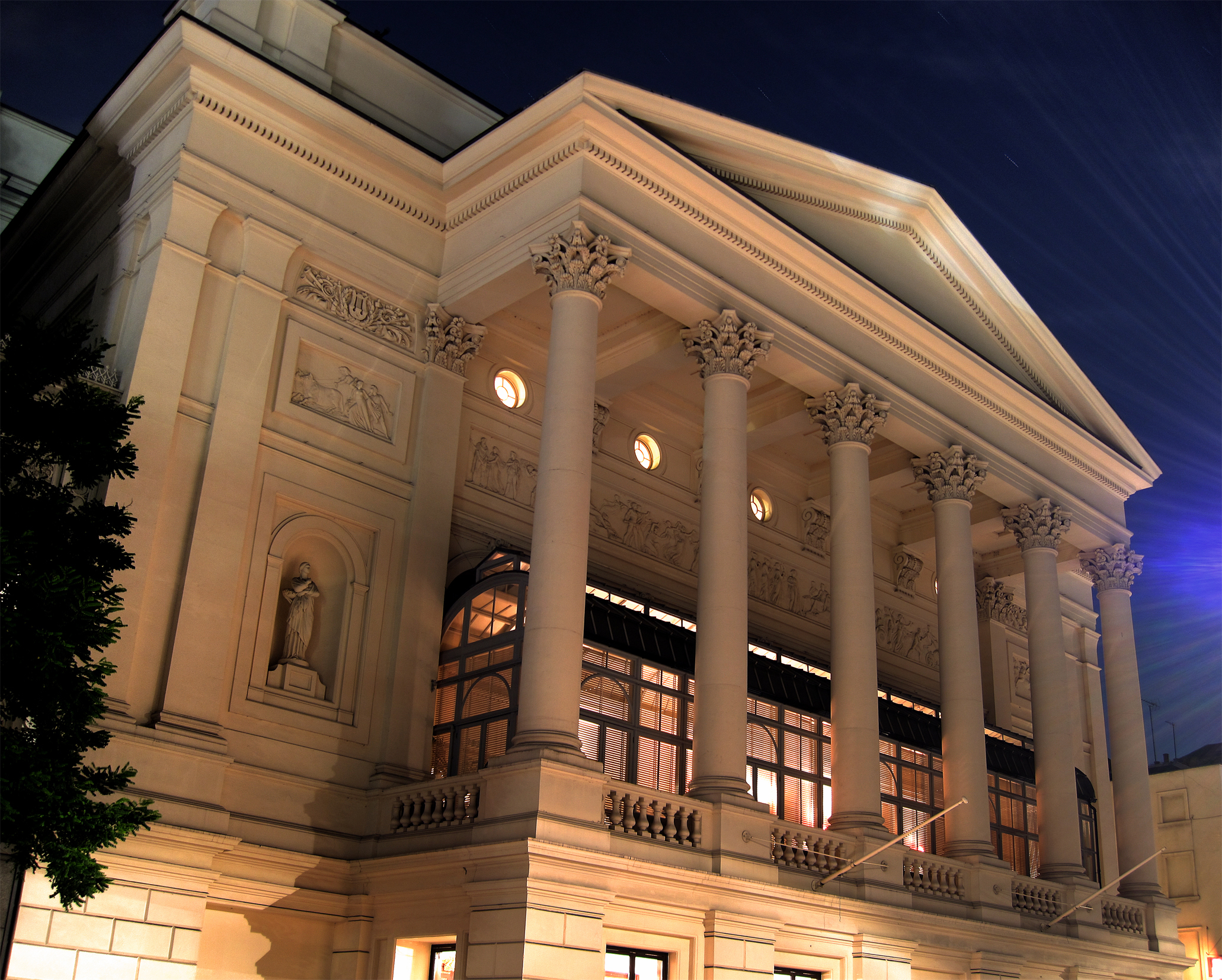
La fachada de Bow Street, tras la reconstrucción

Aunque desde los años 1960 se llevaron a cabo varias obras de renovación en diferentes partes del teatro, incluyendo mejoras en el auditorio y ampliaciones del escenario, el teatro necesitaba claramente una puesta al día importante. En 1975, el gobierno cedió unos terrenos adyacentes para una modernización, renovación y ampliación retrasadas por mucho tiempo. En 1995 se habían reunido fondos suficientes para embarcarse en la reconstrucción, que tuvo lugar entre 1996 y 2000, bajo la presidencia de sir Angus Stirling, que supuso la demolición de prácticamente todo el edificio, incluyendo varios edificios adyacentes, para hacer sitio para un incremento importante del tamaño de todo el complejo. El auditorio permaneció, pero más de la mitad del complejo es ahora totalmente nuevo. 
El nuevo teatro tiene el mismo auditorio de siempre, con la tradicional forma en herradura, pero con espacios técnicos, de ensayos y oficinas muy mejorados, un nuevo teatro-estudio (Linbury Theatre) y mucho más espacio para el público. El aforo actual es de 2268 personas. La inclusión en el teatro de la vieja Floral Hall, una antigua parte del viejo mercado de Covent Garden, en mal estado durante muchos años, ha creado un nuevo y amplio espacio de reunión para el público, conocido ahora como Paul Hamlyn Hall. El escenario, en la actualidad, presenta una embocadura de 13,5 metros, y una anchura interior de 43 metros, con 24 metros de profundidad. La altura de la torre, desde la escena hasta el peine es de 37 metros.
Se ha habilitado la proyección de sobretítulos para las representaciones de ópera, en una pantalla sobre el proscenio. Además, un servicio de libreto electrónico proporciona la traducción en pequeñas pantallas de video en algunas localidades, además de monitores y pantallas en otras partes del edificio.

## La compañía: The Royal Opera

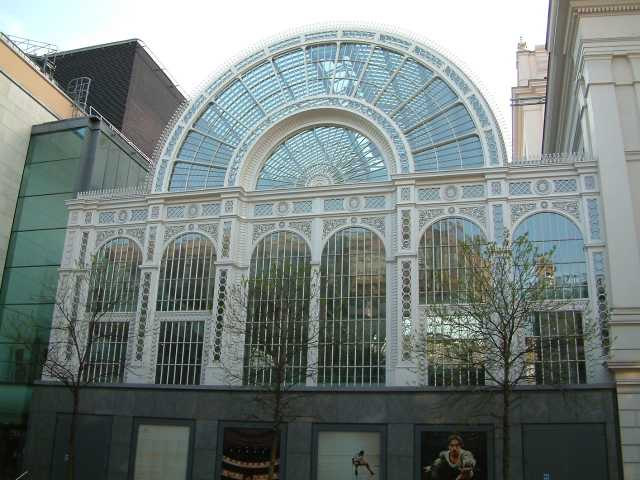
El Salón Floral de la Royal Opera House

La actual compañía de ópera comenzó su recorrido en 1946, justo después de la Segunda Guerra Mundial, con el nombre de Covent Garden Opera Company. Inicialmente, su objetivo fue ofrecer óperas cantadas en inglés, con artistas británicos, o de la Commonwealth. En cualquier caso, eran pocos los cantantes de nivel internacional que estaban dispuestos a aprender su repertorio en inglés, aparte de Elisabeth Schwarzkopf o Hans Hotter, que se presentaron en 1948 como Mimi y Wotan, respectivamente. Por otra parte, la compañía comenzó a representar obras de los más importantes compositores británicos de la época, como Benjamin Britten, Ralph Vaughan Williams, Arthur Bliss o Michael Tippett. A partir de la etapa de Rafael Kubelik como director musical, un significativo número de cantantes británicos, o de la Commonwealth hicieron su debut en el Covent Garden, e iniciaron una exitosa carrera internacional: Joan Sutherland, Elsie Morison, Marie Collier, Josephine Veasey, Jon Vickers, Peter Pears o Geraint Evans formaron parte de este grupo. Simultáneamente, el hecho de que las grandes estrellas internacionales evitaran cantar en el teatro, hizo que, gradualmente, se fuera levantando el principio de cantar solo en inglés.
Hacia 1958, coincidiendo con el centenario del edificio actual, la compañía empezó a establecerse firmemente en el panorama operístico internacional, a partir del éxito de la gran producción de Luchino Visconti del Don Carlo de Verdi, con cantantes de la talla de Jon Vickers, Gré Brouwenstijn, Tito Gobbi, Boris Christoff y Fedora Barbieri, dirigidos por Carlo Maria Giulini. Maria Callas ya se había presentado en el teatro para entonces, pero se la volvió a ver en 1957 en La traviata, en 1959 en Médée, y en 1964 y 1965 en Tosca.
Para cuando Georg Solti se convirtió en Director Musical, en 1961, Covent Garden era ya una compañía de ópera totalmente internacional, y la misión de convertirse en la compañía de ópera nacional la había asumido Sadler's Wells (actualmente English National Opera).
En octubre de 1968, la Reina concedió a la compañía el derecho a ser conocida como The Royal Opera, como reconocimiento al nivel internacional alcanzado en veinte años de funcionamiento. Actualmente es la única compañía británica que presenta regularmente a los más famosos cantantes operísticos del mundo, ofrece óperas representadas en su idioma original y reserva los principales papeles de las óperas a artistas invitados, en contraste con la otra compañía permanente de Londres, la English National Opera, que representa siempre en inglés y con una plantilla de artistas residentes. 
La Royal Opera House comparte con el Royal Ballet la Orquesta de la Royal Opera House, que es una orquesta sinfónica permanente. También tiene su propio coro permanente, con más de 45 cantantes: The Royal Opera Chorus. Un tercer grupo de músicos son miembros del Jette Parker Young Artists Programme, que reciben enseñanza musical profesional, de nivel avanzado, para acelerar su formación en una de las compañías de ópera más importantes del mundo.

### Directores musicales desde 1945
- Karl Rankl (1946-1951)
- Rafael Kubelik (1955-1958)
- vacante (1958-1961)
- Georg Solti (1961-1971)
- Colin Davis (1971-1987)
- Bernard Haitink (1987-2002)
- Antonio Pappano (2002-)

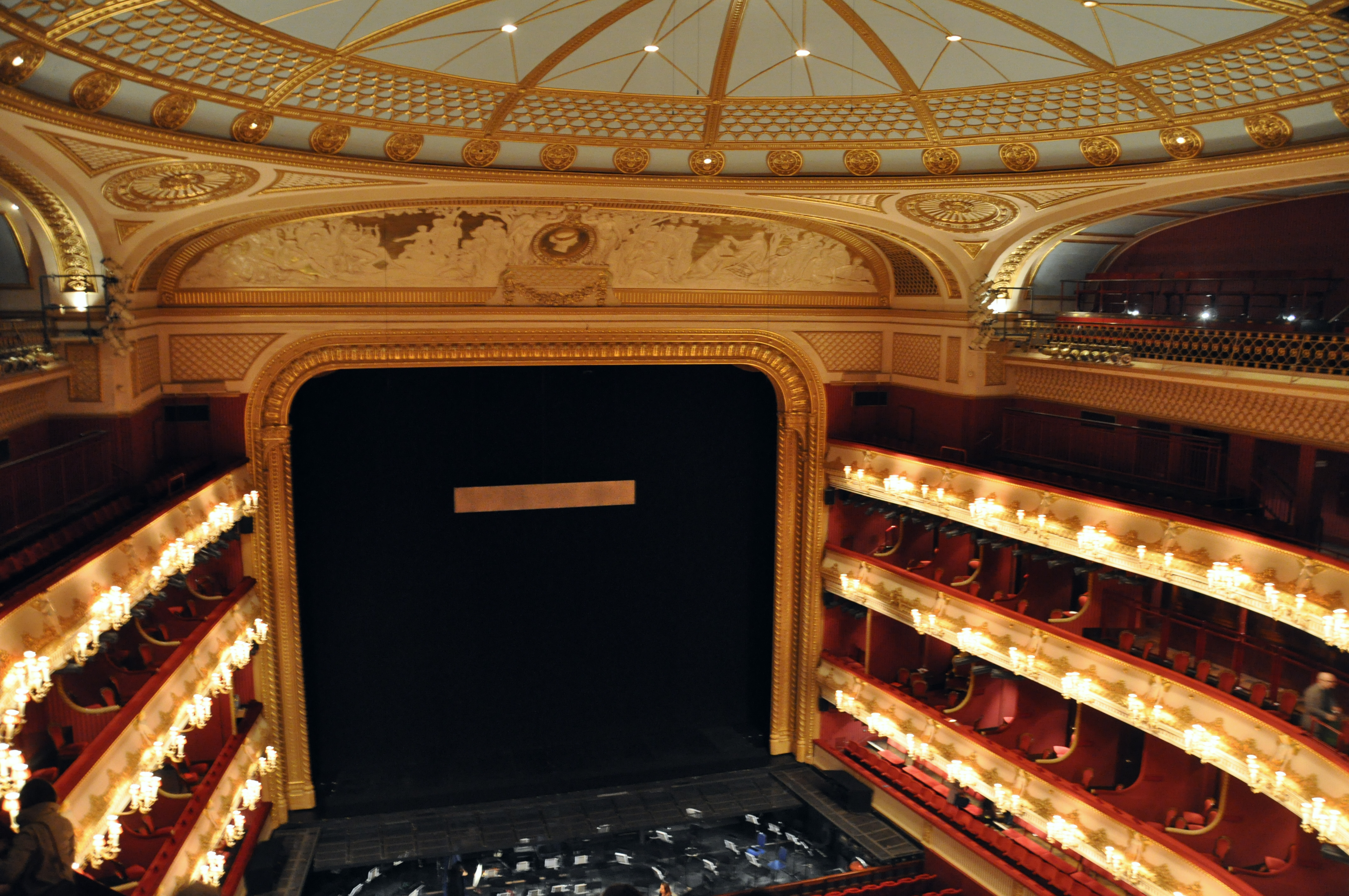
La sala principal
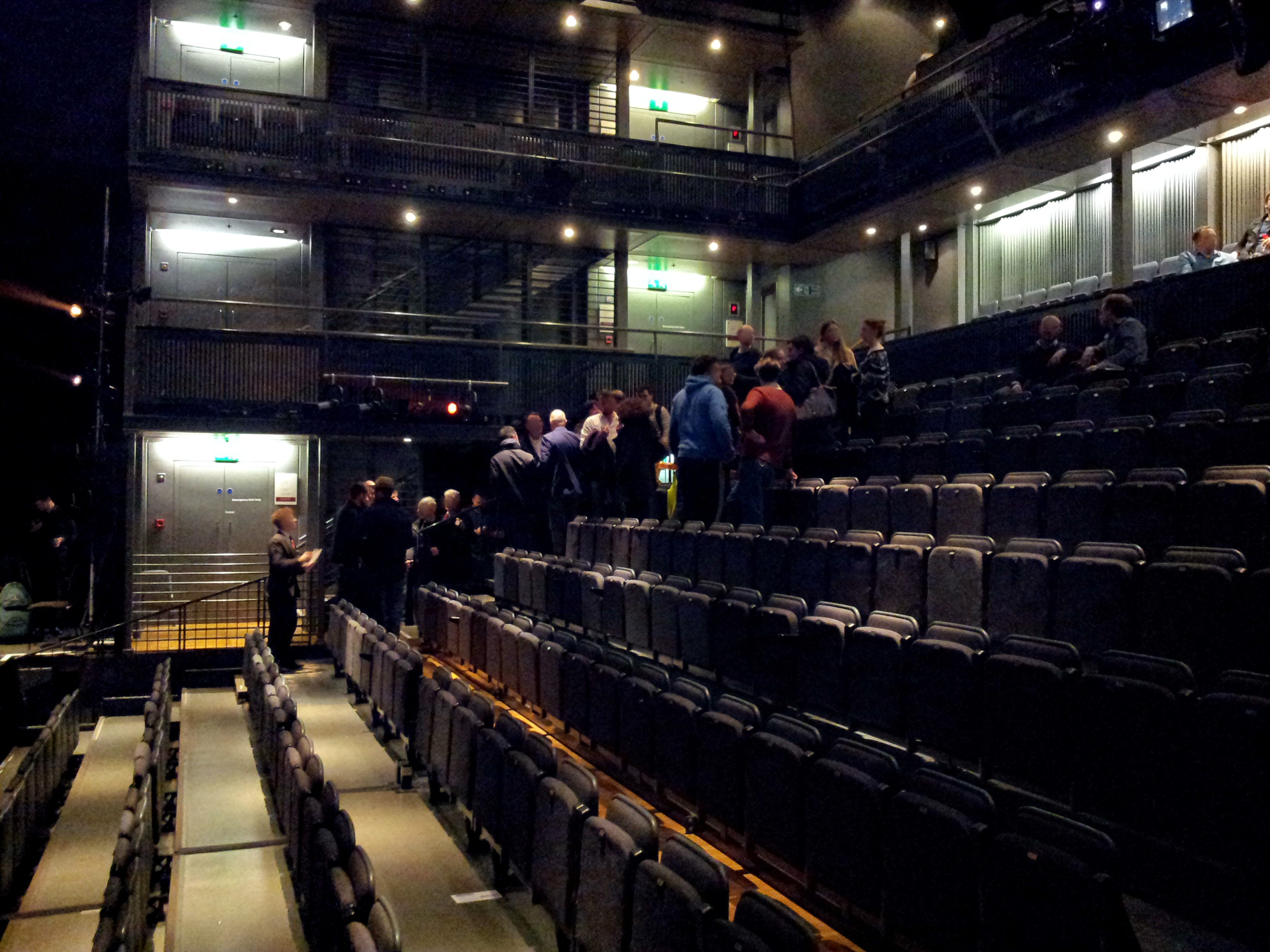
El Linbury Studio Theatre
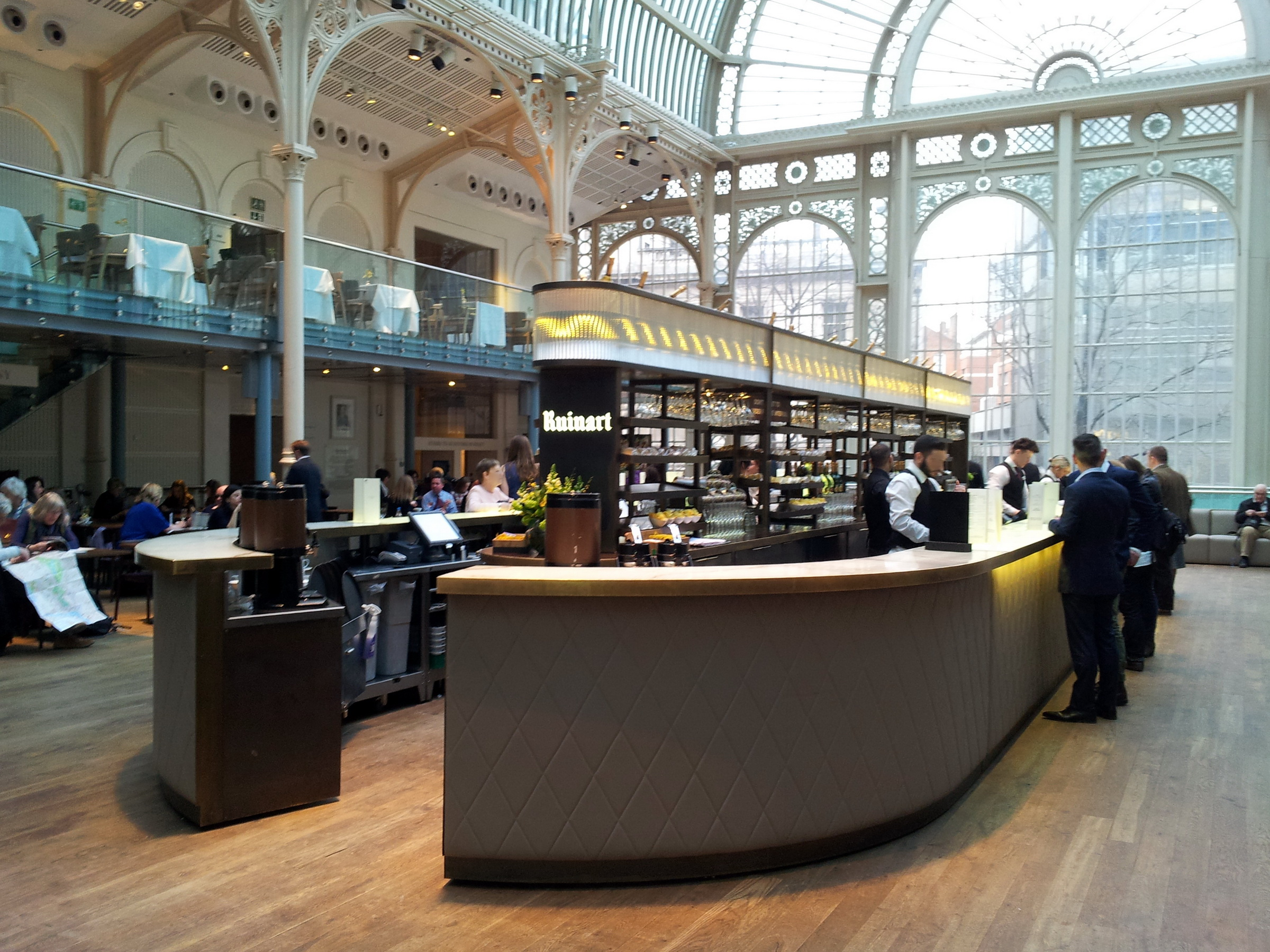
La sala Floral Hall
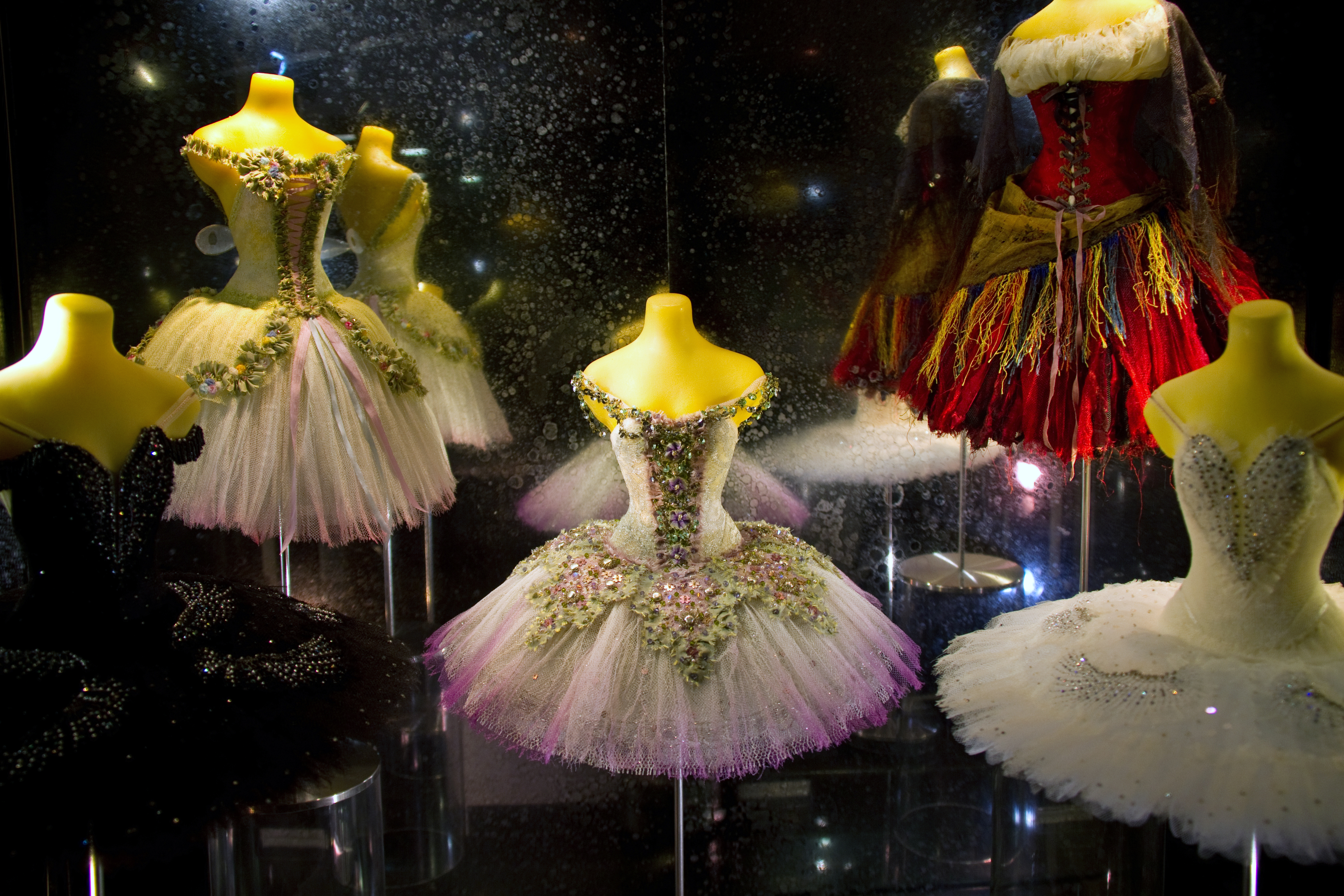
The Little Costume Shop